# Of Monsters and Men
Gli Of Monsters and Men (talvolta stilizzato come OMAM) sono un gruppo musicale islandese indie pop e indie folk formatosi a Garðabær nel 2010.
I membri sono la cantante e chitarrista Nanna Bryndís Hilmarsdóttir, il cantante e chitarrista Ragnar "Raggi" Þórhallsson, il chitarrista Brynjar Leifsson, il batterista Arnar Rósenkranz Hilmarsson e il bassista Kristján Páll Kristjánsson. Nel 2012, durante il loro tour, si sono aggiunti la trombettista e fisarmonicista Ragnhildur Gunnarsdóttir e, in seguito all'abbandono del gruppo di Árni Guðjónsson, il tastierista e fisarmonicista Steingrimur Karl Teague.

## Storia del gruppo

### Gli inizi (2008-2010)
Gli Of Monsters and Men nacquero nel 2008 grazie all'idea della cantante Nanna Bryndís Hilmarsdóttir che diede vita al suo progetto solista, inizialmente chiamato Songbird, insieme al suo compagno di scuola, il chitarrista Brynjar Leifsson. Presto si aggiunsero al gruppo anche il chitarrista e cantante Ragnar "Raggi" Þórhallsson e il batterista Arnar Rósenkranz Hilmarsson. Con questa formazione, nel 2010 la band vinse il Músíktilraunir, una competizione musicale annuale islandese. In seguito al Músíktilraunir si aggiunsero al gruppo il tastierista Árni Guðjónsson e il bassista Kristján Páll Kristjánsson. Alla fine del 2010 il gruppo si esibì al festival Iceland Airwaves, e fu qui che, in un salone, la stazione radio di Seattle KEXP registrò Little Talks, la canzone che sarebbe poi diventata la hit della band.

### My Head Is an Animale il successo (2011-2013)
Nel febbraio 2011 gli Of Monsters and Men firmarono un contratto con l'etichetta Record Records per la pubblicazione del loro album di debutto, My Head Is an Animal, in Islanda, che, nel mese di Marzo, fu registrato negli studi Sýrland di Reykjavík. Mentre, nel mese di Agosto, la radio di Philadelphia 104.5 cominciò a trasmettere Little Talks, a Settembre l'album uscì in Islanda. Il disco ottenne un buon successo nel Paese nordico, con Little Talks e l'album stesso al primo posto delle classifiche islandesi, tanto che il gruppo acquisì popolarità anche negli Stati Uniti per firmare, quindi, un contratto con la Universal per la distribuzione mondiale dell'album. Il 20 dicembre 2011 uscì negli Stati Uniti l'EP Into the Woods, con 4 canzoni estratte dall'album, e, il 3 aprile 2012 l'album My Head Is an Animal. Con l'uscita in Europa dell'album, il 27 aprile 2012, il gruppo ebbe il successo mondiale tanto atteso. My Head Is an Animal raggiunse la sesta posizione della classifica statunitense Billboard 200, la più alta mai raggiunta da un artista islandese, e comparve anche nelle classifiche europee. Il singolo Little Talks fu un successo commerciale che raggiunse la top 20 in diverse nazioni e la prima posizione nella classifica statunitense Alternative Songs. Ancora prima dell'uscita dell'album, il 14 marzo 2012, in un negozio di biciclette di Austin cominciò il lungo tour degli Of Monsters and Men, che durò 18 mesi e contò 231 concerti. Il tour si concluse ufficialmente il 31 agosto a Garðabær, città natale dei membri del gruppo. Nel mese di Settembre 2013 il gruppo annunciò che una loro canzone inedita, Silhouettes, sarebbe stata inclusa nella colonna sonora del film Hunger Games: La ragazza di fuoco, e che sarebbe stata disponibile su iTunes il 19 novembre insieme al resto dell'album. Il 9 dicembre 2013 esce invece il Live from Vatnagarðar, una raccolta di 7 canzoni tratte da My Head Is an Animal e registrate live in una studio session dell'omonima città islandese. Gli Of Monsters and Men sono anche impegnati nella beneficenza, infatti hanno promosso negli ultimi mesi del 2013 la campagna "OMaM Shirts for Charity", la quale consiste nell'acquisto, a scopo puramente benefico, di magliette del gruppo disegnate dai bambini dell'ospedale di Reykjavík. La loro canzone Dirty Paws, da cui il titolo dell'album è nato, è stata utilizzata nel trailer del film The Secret Life of Walter Mitty. È stata anche utilizzata nel video introduttivo iPhone 5 pubblicato nel settembre 2012.

### Beneath the Skin(2014-2016)
Il gruppo, per tutto il corso del 2014 è stato impegnato nella composizione del nuovo album: dapprima con una fase creativa nella loro sala prove privata a Reykjavík, poi con le registrazioni, avvenute sia nello studio Syrland di Reykjavik che a Los Angeles. L'11 marzo 2015, tramite i canali social, viene annunciata l'uscita del singolo Crystals, avvenuta il 16 marzo. Lo stesso giorno dell'uscita del nuovo singolo, la band annuncia, con un rinnovo al look del sito, la data di uscita del nuovo album Beneath the Skin, per il 9 giugno 2015. L'uscita dell'album è preceduta da un lungo periodo promozionale, durante il quale vengono pubblicati i singoli I of the Storm, Empire e Hunger, con i rispettivi lyric video realizzati dalla compagnia islandese Tjarnargatan. L'11 maggio viene pubblicato il video ufficiale di Crystals, il primo non diretto più dalla compagnia canadese WeWereMonkeys, ma firmato "Arni and Kinski". Il 9 giugno l'album viene pubblicato ed è disponibile in due versioni: standard e deluxe, quest'ultima con due brani in più e i remix di Black Water e I of the Storm. All'uscita dell'album segue un tour promozionale durato da Maggio 2015 a Luglio 2016, durante il quale il gruppo ha alternato concerti propri ad aperture degli show di Florence and the Machine. Ad Ottobre 2016 è stata pubblicata una loro cover in studio del celebre brano Eleanor Rigby, realizzata per la colonna sonora della serie per bambini Beat Bugs, prodotta da Netflix.

### Fever Dream(2017-2019)
Dopo un periodo di pausa, il 23 maggio 2017 il gruppo annuncia sui suoi profili social l'inizio dei lavori per il terzo album. Tutte le fasi di registrazione si svolgono questa volta presso lo studio della band a Garðabær. Durante le registrazioni, la band aggiorna costantemente i fan attraverso i loro profili Instagram, condividendo anteprime e momenti salienti delle registrazioni. Dopo quasi due anni dall'inizio della lavorazione all'album, il 3 marzo 2019 gli Of Monsters and Men annunciano di aver iniziato il missaggio dell'album, entrando quindi nella fase conclusiva della realizzazione. Successivamente, il 29 aprile 2019, tramite i suoi canali social la band annuncia l'uscita del primo singolo tratto dal nuovo album, Alligator, avvenuta il 3 maggio (lyric video di Kamiel Rongen). Il 7 maggio, invece, viene ufficialmente annunciato sul sito della band il titolo dell'album, Fever Dream, e la data di uscita, il 26 luglio 2019. L'uscita dell'album viene seguita da un tour, iniziato nel mese di settembre 2019 negli Stati Uniti e proseguito in Europa nei mesi autunnali (facendo anche tappa in Italia il 19 novembre al Fabrique di Milano). Il tour sarebbe poi dovuto proseguire in Asia all'inizio del 2020, ma problemi di salute non meglio specificati hanno portato la band ad annullare le date previste. Dopo una pausa, ci sarebbe dovuta essere una nuova ripresa del tour nel mese di maggio negli Stati Uniti e una leg europea durante l'estate, ma la pandemia di COVID-19 ha portato alla cancellazione delle restanti date.

### I dieci anni diMy Head Is an AnimaleTíu(2020-2024)
Il 2 settembre 2020 la band annuncia sui propri canali social l'uscita di un nuovo singolo, Visitor, per il successivo 9 settembre e la ripresa del tour di Fever Dream per la primavera 2021. A novembre 2020, la band si esibisce al festival Iceland Airwawes, trasmesso solo via streaming. Nonostante i vari annunci, il tour di Fever Dream non è ripreso nemmeno nel 2021, a causa del protrarsi della pandemia e delle conseguenti restrizioni dei vari Paesi ai concerti e agli eventi dal vivo in generale. L'8 aprile 2021, senza alcun annuncio, la band pubblica un nuovo singolo, Destroyer: si tratta del secondo lavoro in studio pubblicato, successivo alla pubblicazione di Fever Dream del 2019. Il 21 ottobre 2021 viene annunciata la pubblicazione, per il successivo 29 ottobre, di un'edizione speciale di My Head Is an Animal, in occasione del decimo anniversario dall'uscita del disco. Contemporaneamente viene pubblicata una versione registrata recentemente e completamente riarrangiata, del brano Phantom, scritto per l'album di debutto ma mai edito. La versione commemorativa di My Head Is an Animal contiene, oltre al nuovo brano, Numb Bears e Sinking Man, fino a quel momento pubblicati solo nella versione islandese dell'album, e Sugar in a Bowl, altro brano inedito. Per l'occasione, la band si è esibita in 4 concerti al Gamla Bìo di Reykjavik, dal 9 al 12 novembre, in cui ha riproposto per intero tutto My Head Is an Animal oltre ad altri brani dalla più recente carriera: questi sono stati i primi concerti degli Of Monsters and Men con un pubblico in presenza da gennaio 2020, e hanno visto inoltre il ritorno di Ragnhildur Gunnarsdóttir alla tromba. Il 19 aprile 2022 la band pubblica un nuovo singolo, This Happiness (con un video ufficiale diretto dal batterista Arnar Rósenkranz Hilmarsson) e annuncia l'uscita di un nuovo EP, intitolato Tíu, per il successivo 10 giugno. L'EP contiene i singoli pubblicati tra il 2020 e il 2022 (Visitor, Destroyer e This Happiness) oltre a un nuovo brano, Lonely Weather. Oltre all'EP, viene annunciata anche l'uscita di un documentario sulla sua realizzazione, e più in generale di come gli OMAM hanno vissuto tutto il periodo della pandemia: tale documentario è stato presentato in anteprima al Tribeca Film Festival il 9 giugno 2022, con una breve performance acustica a seguire. L'8 giugno, giorno di uscita di Tíu, la band pubblica inoltre su youtube le Cabin Sessions, una registrazione live in studio di tutto My Head Is an Animal, sottolineando che tale uscita marcherà la fine delle celebrazioni per il decimo anniversario, iniziate l'Ottobre precedente.

### All is Love and Pain in The Mouse Parade(2025-presente)
Dopo un periodo di pausa durante il quale i membri, in particolare Nanna e Brynjar, si sono dedicati ai loro progetti paralleli, il 1 Luglio 2025 viene pubblicato su tutte le piattaforme digitali il brano Television Love che rappresenta il ritorno della band sulla scena del mercato discografico mondiale dopo tre anni dal loro ultimo lavoro originale, l’EP Tíu. Nella stessa data viene poi pubblicato il video musicale del brano, diretto da Erlendur Sveinsson. Con l’uscita poi, il 7 agosto 2025, del singolo Ordinary Creature, con il video musicale diretto sempre da Erlendur Sveinsson, la band annuncia contestualmente l’uscita del suo quarto album, ''All is Love and Pain in The Mouse Parade'' prevista per il giorno 17 Ottobre 2025. Questo rappresenta il primo album pubblicato più di sei anni dopo dall’uscita di Fever Dream. Viene annunciato inoltre il tour in Nord America per l’autunno 2025.

## Formazione

### Formazione attuale
- Nanna Bryndís Hilmarsdóttir – voce, chitarra acustica
- Ragnar "Raggi" Þórhallsson – voce, chitarra acustica
- Brynjar Leifsson – chitarra elettrica, chitarra baritona, cori
- Arnar Rósenkranz Hilmarsson – batteria, percussioni, cori
- Kristján Páll Kristjánsson – basso, cori

### Ex componenti
- Árni Guðjónsson – pianoforte, organo, cori (2010–12)

### Turnisti
- Steingrimur Karl Teague – pianoforte, cori (2012–)
- Ragnhildur Gunnarsdóttir – tromba, tastiera, cori (2012–)
- Bjarni Þór Jensson – chitarra, synth, cori (2015–)
- Sigrún Kristbjörg Jónsdóttir – trombone (2015–)
- Ingi Garðar Erlendsson – trombone (maggio–settembre 2015)

## Ispirazione

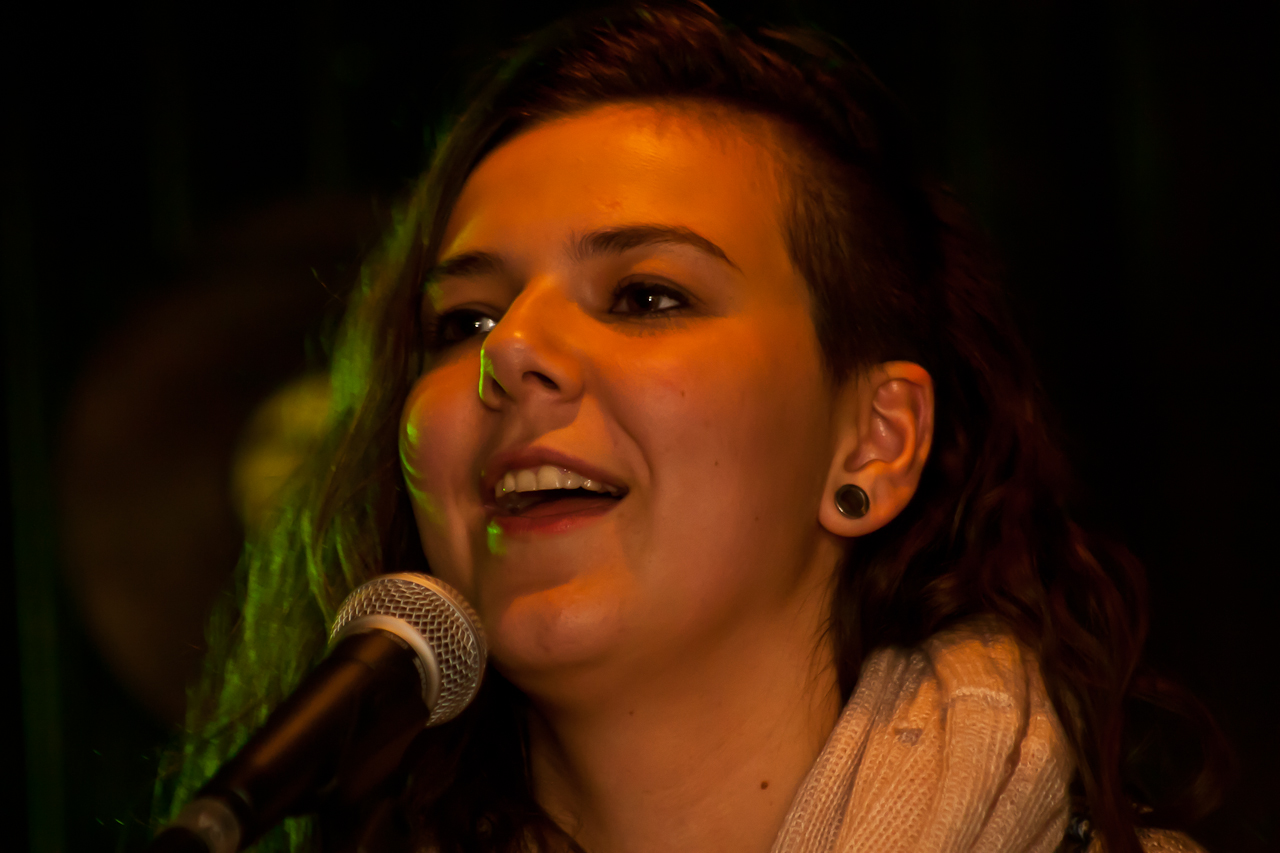
Nanna in concerto a Keflavík nel 2011.

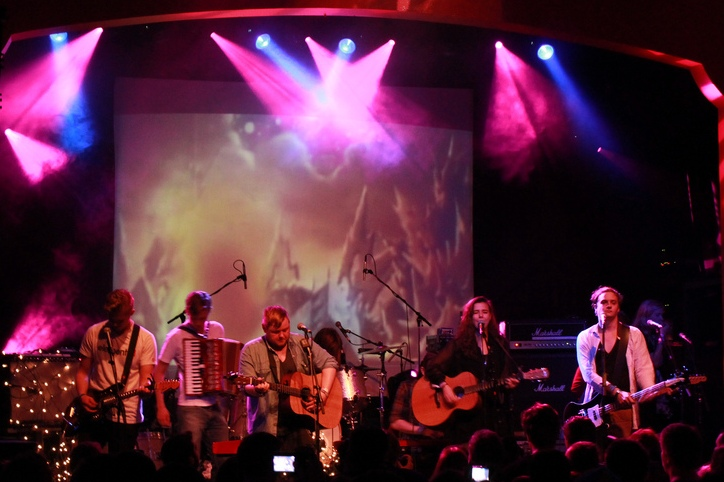
Of Monsters and Men all'Iceland Airwaves Music Festival di Reykjavík nel 2011.

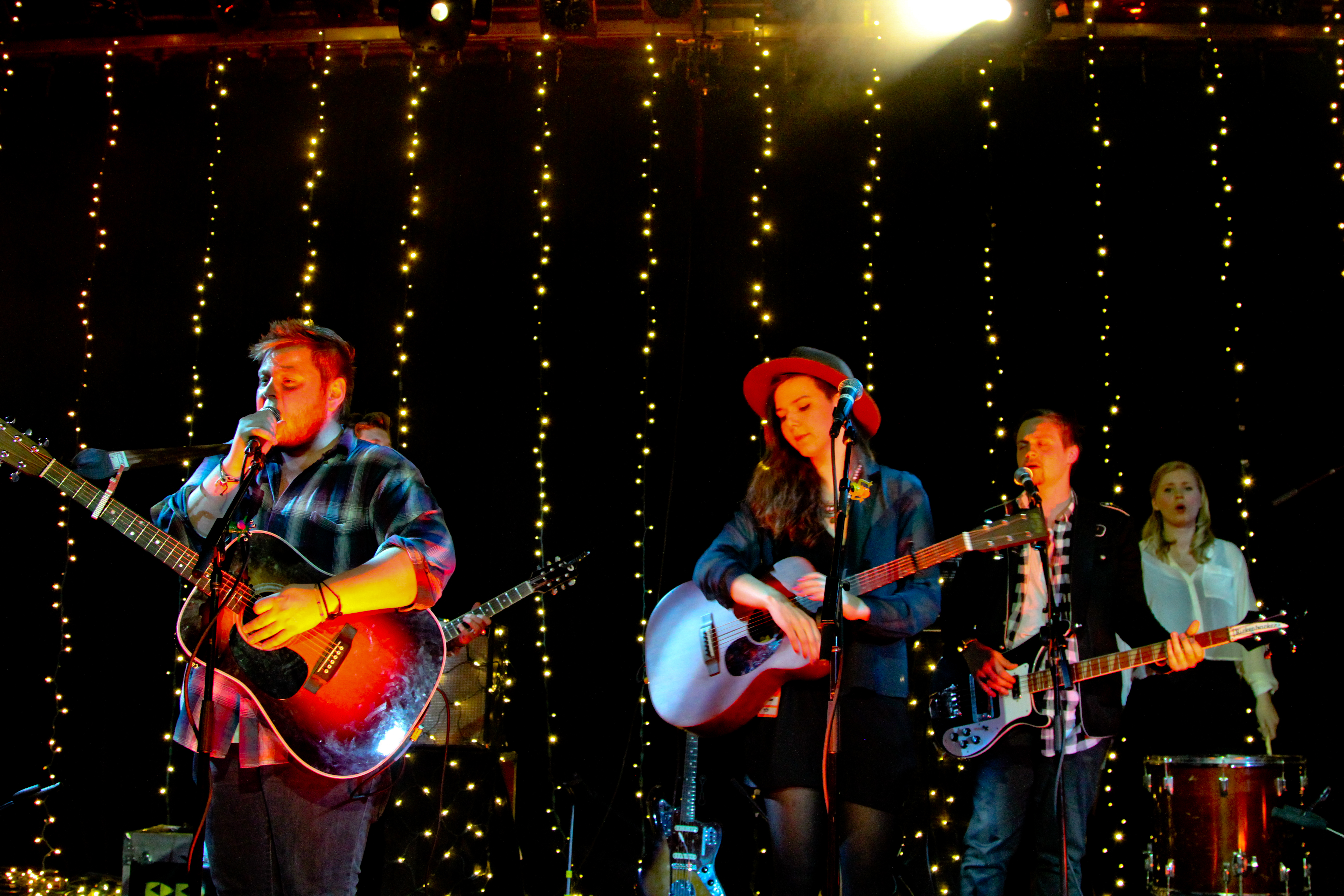
Of Monsters and Men alla Music Hall of Williamsburg di New York nel 2012.

Gli Of Monsters and Men prendono in genere ispirazione dalle leggende della narrazione islandese, alcuni esempi sono:
- Six Weeks prende spunto dalla vera storia del pioniere americano Hugh Glass, cacciatore di pellicce che nel 1820 venne assalito da un orso, per poi essere abbandonato al suo destino dai suoi compagni di caccia.
- From Finner, «si tratta di una balena che ha una casa sulla sua schiena - spiega Raggi - su cui si viaggia attraverso l'oceano, scoprendo nuovi e differenti luoghi vivendo meravigliose avventure».

Scavano a fondo studiando vecchie legende, Little Talks per esempio, esplora la solitudine e la pazzia, mentre Love Love Love riflette tristemente le delusioni d'amore; altre canzoni sono fonte d'ispirazione personale:
- King and Lionheart parla del distacco tra Nanna e il suo fratello minore, alla crescita del quale ella non ha potuto assistere, a causa della lontananza di lui che viveva in Canada.

Riguardo al contenuto mitologico delle loro canzoni, Nanna in un'intervista dice: "Abbiamo un sacco di vecchie storie in Islanda, scritte da non si sa chi, storie che sono state tramandate oralmente per secoli. A volte parlano di mostri del mare, o esplorazioni di montagne, o troll ed elfi. Queste cose ispirano molto noi islandesi e si cresce ascoltando continuamente quelle storie. Quando abbiamo iniziato a lavorare ai testi non avevamo intenzione di scrivere delle storie in prima battuta, ma abbiamo pensato che fosse il modo migliore per creare insieme. Per noi è davvero difficile andare sul personale e parlare di cose private: è più divertente dare vita insieme a qualcosa di nuovo ed è per questo che le storie sono venute quasi da sole. Le abbiamo trovate strada facendo".
Da My Head Is an Animal a Beneath the Skin, l'ispirazione del gruppo è profondamente cambiata. Utilizzando le parole del cantante Ragnar Þórhallsson, "nel primo album abbiamo raccontato le nostre storie, le storie della nostra terra; adesso raccontiamo quello che è stato girare il mondo, conoscere ogni giorno un posto nuovo".

## Stile
Gli Of Monsters and Men sono una band indie-pop/folk che ha reinventato l'associazione "musica" e "Islanda" rinnovando la tradizione musicale islandese ferma alla voce lunare di Björk e ai ritmi onirici dei Sigur Rós.
Seguendo la scia degli Arcade Fire e di Mumford & Sons sono infatti riusciti ad elaborare un nuovo sound di maggior impatto emotivo. A esprimere bene queste sonorità è la loro hit Little Talks, una sintesi del loro stile fatto di fiati e coretti con alternanza di voce femminile e maschile che vanno infine a intrecciarsi.

## Video musicali
I video ufficiali degli Of Monsters and Men, diretti dalla compagnia indipendente canadese WeWereMonkeys, sono spesso ambientati in un mondo mistico e tenebroso popolato dalle leggende nordiche. È questo l'esempio del video di Little Talks, in cui degli esploratori (i membri maschili del gruppo), vedono schiantarsi in lontananza un meteorite dal quale fuoriuscirà una sorta di divinità femminile (Nanna); ella gli farà da guida verso la loro strada, per unirsi a un gigante montone alla fine del video. Il filmato si presenta come un vero e proprio cortometraggio carico di potenza visiva e suggestioni. Una favola in bianco e nero con esplosioni di colore, grazie all'ausilio di una computer grafica velata da una patina vintage. Il video di King and Lionheart, invece, rappresenta un'allegoria con la trama della canzone. Su uno sfondo orientale, due fratelli vengono separati dopo il rovescio di un grande impero; con l'aiuto di due entità superiori, i due cercheranno di riavvicinarsi, anche se con scarsi risultati. In occasione delle 100 milioni di visualizzazioni su YouTube del video di Little Talks, i WeWereMonkeys hanno realizzato 14 lyric video (di tutti i brani di My head is an animal più le edite Numb Bears e Sinking Man) per celebrare l'evento. Con il 2015 e l'annuncio dell'uscita di Beneath the skin, la band abbandona i WeWereMonkeys per affidare la realizzazione dei lyric video dei singoli promozionali al gruppo islandese Tjarnargatan, mentre il video di Crystals è firmato "Arni and Kinski": a differenza dei precedenti video, qui l'atmosfera richiama molto un'ambientazione macabra e quasi frankensteineana, con i membri della band impegnati nei più svariati gesti per cercare, alla fine del video, di riportare in vita una creatura defunta.

## Discografia

### Album in studio
- 2011 – My Head Is an Animal
- 2015 – Beneath the Skin
- 2019 – Fever Dream
- 2025 - All is Love and Pain in The Mouse Parade

### Album dal vivo
- 2013 – Live from Vatnagarðar
- 2022 – My Head Is an Animal (The Cabin Sessions)

### EP
- 2011 – Into the Woods
- 2022 – Tíu

### Raccolte
- 2022 – Ófreskja compilation di 5 brani pubblicati precedentemente
- 2022 – Manneskja compilation di 5 brani pubblicati precedentemente

### Singoli
- 2011 – Little Talks
- 2012 – Dirty Paws
- 2012 – Mountain Sound
- 2013 – King and Lionheart
- 2015 – Crystals
- 2015 – I of the Storm
- 2015 – Empire
- 2015 – Hunger
- 2016 – Wolves Without Teeth
- 2019 – Alligator
- 2019 – Wild Roses
- 2019 – Wars
- 2020 – Visitor
- 2021 – Destroyer
- 2021 – Phantom
- 2022 – This Happiness
- 2025 - Television Love
- 2025 - Ordinary Creature

### Altri brani
- 2012 – Little Talks - Passion Pit Remix
- 2012 – Beneath My Bed inedito, tour 2012
- 2012 – Öll þessi Ást con Snorri Helgason, in Hljómskálinn
- 2012 – Close to Me The Cure cover, inedito, tour 2012
- 2013 – Silhouettes in The Hunger Games: Catching Fire - Original Motion Picture Soundtrack
- 2016 – Eleanor Rigby The Beatles cover, per Beat Bugs
- 2019 – Little Talks - Acoustic in Acoustic Pop, compilation di vari artisti UMG
- 2020 – Circles Post Malone cover
- 2020 – Visitor - MUNA Remix